# Android Jelly Bean
Android Jelly Bean es el nombre en clave dado a la décima versión descontinuada del sistema operativo móvil Android desarrollado por Google, que abarca tres versiones principales (versiones 4.1 a 4.3.1). Entre los dispositivos que ejecutan Android 4.3 se encuentran el Asus Nexus 7 (2013).
La primera de estas tres versiones, 4.1, se dio a conocer en la conferencia de desarrolladores de I/O de Google en junio de 2012. Se centró en las mejoras de rendimiento diseñadas para brindar al sistema operativo una sensación más fluida y receptiva, mejoras en el sistema de notificación que permiten notificaciones expandibles con botones de acción y otros cambios internos. Se realizaron dos lanzamientos más bajo el nombre de Jelly Bean en octubre de 2012 y julio de 2013, respectivamente, incluido el 4.2, que incluía más optimizaciones, soporte multiusuario para tabletas, widgets de pantalla de bloqueo, configuraciones rápidas y protectores de pantalla, y 4.3, que contenía más mejoras y actualizaciones de la plataforma Android subyacente.
Las versiones de Jelly Bean no reciben actualizaciones de Google Play Services. En julio de 2021, el 0,46 % de los dispositivos Android ejecutan Jelly Bean.

## Desarrollo
Android 4.1 Jelly Bean se presentó por primera vez en la conferencia de desarrolladores de Google I/O el 27 de junio de 2012, con un enfoque en mejoras "deliciosas" en la interfaz de usuario de la plataforma, junto con mejoras en la experiencia de búsqueda de Google en la plataforma (como la integración Knowledge Graph, y el entonces nuevo asistente digital Google Now), la presentación de la tableta Nexus 7 producida por Asus y la presentación del reproductor multimedia Nexus Q.
Para Jelly Bean, se trabajó en la optimización del rendimiento visual y la capacidad de respuesta del sistema operativo mediante una serie de cambios denominados "Project Butter": la salida gráfica ahora tiene triple búfer, vsync se usa en todas las operaciones de dibujo y la CPU se lleva a máxima potencia cuando se detecta una entrada táctil, lo que evita el retraso asociado con las entradas realizadas mientras el procesador está en un estado de bajo consumo de energía. Estos cambios permiten que el sistema operativo se ejecute a 60 fotogramas por segundo en hardware compatible.
Después de 4.1, se realizaron dos versiones más de Android con el nombre en clave Jelly Bean; Ambas versiones se centraron principalmente en mejoras de rendimiento y cambios en la propia plataforma Android, y contenían relativamente pocos cambios de cara al usuario. Junto con Android 4.1, Google también comenzó a desacoplar las API para sus servicios en Android en un nuevo componente a nivel de sistema conocido como Google Play Services, que se brinda a través de Google Play Store. Esto permite la adición de ciertas formas de funcionalidad sin tener que distribuir una actualización al propio sistema operativo, abordando los infames problemas de "fragmentación" experimentados por el ecosistema de Android.

## Lanzamiento
Los asistentes a la conferencia de Google I/O recibieron tabletas Nexus 7 precargadas con Android 4.1 y teléfonos inteligentes Galaxy Nexus que se podían actualizar a 4.1. Google anunció la intención de lanzar actualizaciones 4.1 para los dispositivos Nexus existentes y la tableta Motorola Xoom a mediados de julio. La actualización de Android 4.1 se lanzó al público en general para los modelos GSM Galaxy Nexus el 10 de julio de 2012. A finales de 2012, tras el lanzamiento oficial de Jelly Bean, varios OEM de Android de terceros comenzaron a preparar y distribuir actualizaciones a 4.1 para sus teléfonos inteligentes y tabletas existentes, incluidos dispositivos de Acer, HTC, LG, Motorola, Samsung, Sony, y Toshiba. En agosto de 2012, comenzaron a lanzarse versiones nocturnas del firmware del mercado de accesorios CyanogenMod basado en 4.1 (con la marca CyanogenMod 10) para dispositivos seleccionados, incluidos algunos dispositivos Nexus (Nexus S y Galaxy Nexus), Samsung Galaxy S, Galaxy S II, Galaxy Tab 2 7.0, Motorola Xoom y Asus Transformer.
El 29 de octubre de 2012, Google presentó Android 4.2, apodado "un Jelly Bean de sabor más dulce", junto con los dispositivos de lanzamiento que lo acompañan, el Nexus 4 y el Nexus 10. Las actualizaciones de firmware para el Nexus 7 y el Galaxy Nexus se lanzaron en noviembre de 2012. Posteriormente, Android 4.3 se lanzó el 24 de julio de 2013 a través de actualizaciones de firmware para Galaxy Nexus, 2012 Nexus 7, Nexus 4 y Nexus 10.

## Características

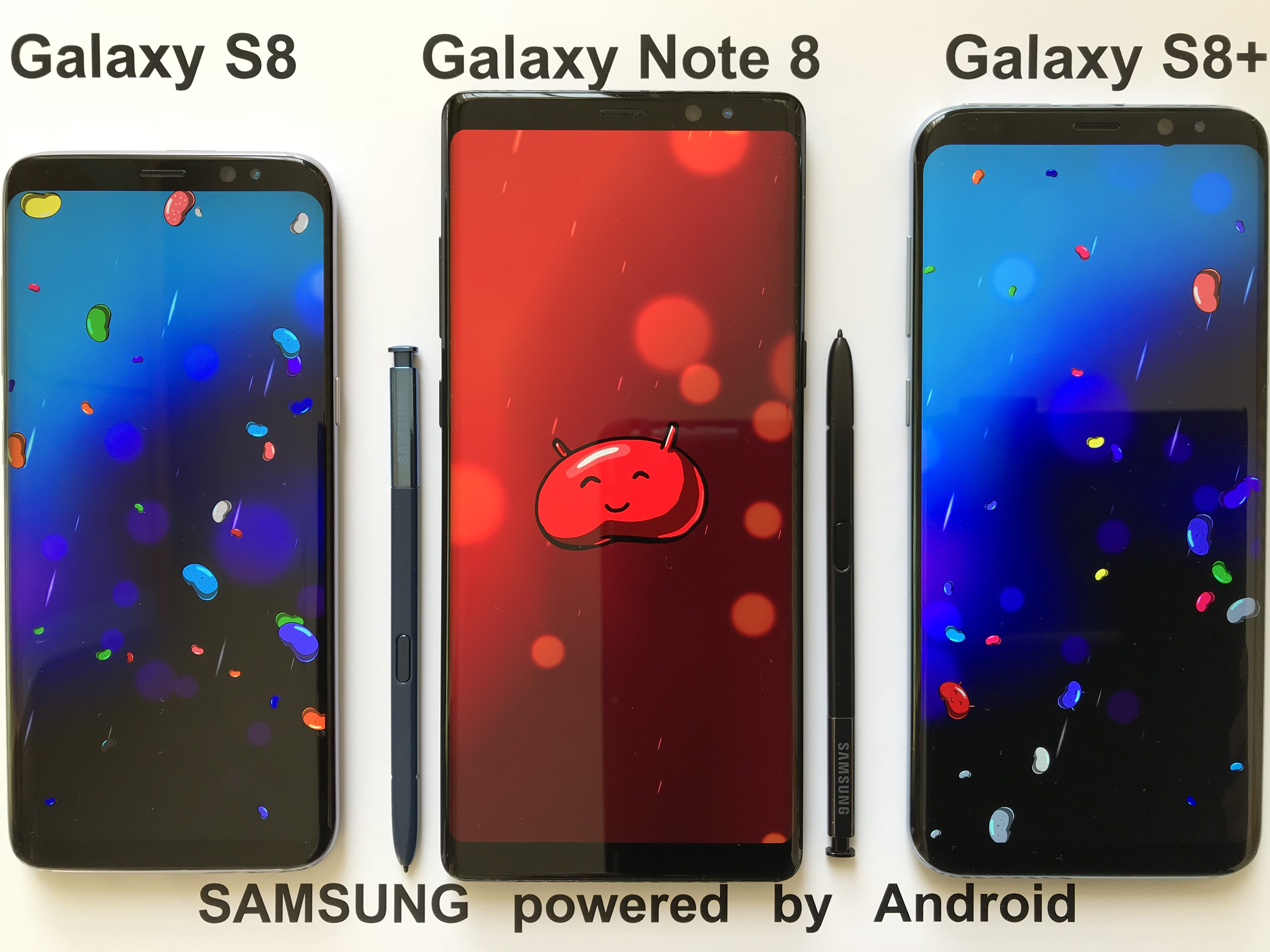
Easter Egg de Android Jelly Bean.

Android Jelly Bean hereda las características desarrolladas en antiguas versiones de Android como las siguientes:
- Navegador Web para visualizar, páginas webs además de HTML, HTML completo.
- Soporte de Cámara.
- Acceso a servidores de correo electrónico por web, soporte POP3, IMAP4, y SMTP.
- Sincronización de Google Calendar con la aplicación de calendario.
- Google Maps: Es el servicio de mapas de Google, podemos ver los mapas tradicionales o los mapas con fotos de satélite, con un clic podemos conocer nuestra localización en los mapas utilizando GPS, además nos permite buscar una dirección para ver su ubicación, además de darnos el teléfono de las direcciones que buscamos, poder llamar a los teléfonos con solo tocar el número telefónico mostrado, ver información sobre los lugares, sus horarios, además nos dice como podemos llegar a un lugar desde donde nos encontramos o cualquier otro lugar ya sea en automóvil en autobús (o metro, tren, etc), en bicicleta o a pie.
- Latitude: Permite al usuario compartir su ubicación con otras personas.
- Street View: Podemos ver las fotografías tomadas a pie de calle de la dirección que buscamos para facilitarnos la localización o conocer el lugar antes de llegar a él.
- Mensajería instantánea Hangouts.
- Reproductor de medios, habilitada administración, importación, y reproducción de archivos multimedia – sin embargo, esta versión carece de soporte vídeo y estéreo por Bluetooth.
- Discador de voz permite hacer discado y llamar sin escribir nombre o número.
- Reproductor de video YouTube.
- Soporte para Wi-Fi y Bluetooth 3.1.
- Grabación y reproducción en formatos MPEG-4 y 3GP.
- Motor multi-idioma de Síntesis de habla para permitir a cualquier aplicación de Android "hablar" una cadena de texto.
- Soporte para resoluciones de pantalla WVGA.
- Habilidad para tocar un foto de un contacto y seleccionar llamar, enviar SMS o correo a la persona.
- Fondos de pantalla animados, permitiendo la animación de imágenes de fondo de la pantalla inicio para mostrar movimiento.
- Cambio rápido entre múltiples lenguajes de teclado y diccionario.
- Intercambio de la lista de contactos por Bluetooth.
- Soporte para Adobe Flash.[23]
- Soporte para pantallas de alto número de PPI (320 ppi), como 4" 720p.[24]
- Utiliza SQLite como base de datos.
- Soporte a las siguientes tecnologías de conectividad: GSM/EDGE, IDEN, CDMA, EV-DO, UMTS, Bluetooth, Wi-Fi, LTE, HSDPA, HSPA+ y WiMAX.
- Es un sistema multitarea, las aplicaciones que no estén ejecutándose en primer plano reciben ciclos de reloj, a diferencia de otros sistemas de la competencia en la que la multitarea es congelada (como por ejemplo iOS, en el que la multitarea se limitaba a servicios internos del sistema y no a aplicaciones externas).
- Funcionalidad de Tethering o anclaje de red por USB y Wi-Fi hotspot: El soporte de tethering, permite utilizar un teléfono como un punto de acceso cableado o inalámbrico, de esta forma se puede compartir la conexión a Internet del teléfono para dar conexión cableada (USB) o inalámbrica (Wi-Fi) hasta a 5 ordenadores diferentes.
- Fotos panorámicas con "Photo Sphere".
- Teclado con escritura gestual.
- Controles en las notificaciones ("Quick Settings").
- Protectores de pantalla "Daydream", que muestran información cuando el equipo está inactivo o conectado por USB (docked).
- Múltiples cuentas de usuario (sólo en tabletas).
- Soporte para pantallas inalámbricas (Miracast).
- SELinux.
- VPN siempre activo.
- Confirmación SMS Premium SMS.

### Nuevas características
Jelly Bean incorporó una serie de nuevas funciones entre las que destacan el soporte de Bluetooth de baja energía, de OpenGL ES 3.0 y de resolución 4K. Por primera vez en Android se incluyen los idiomas hebreo, árabe, afrikáans, amhárico, hindi, suajili y zulú. Posee un sistema de localización Wi-Fi en segundo plano, mejoras en la seguridad y en la escritura, así como modo de perfiles con acceso restringido.
Además se incluye la función de autocompletado en el Dial pad para facilitar el marcado de números, Google Now como asistente personal que proporciona información contextualizada, y la posibilidad, desde un Nexus 7 y un Nexus 10 de ver el contenido en una televisión.
En cuanto a los desarrolladores, se han incorporado nuevas opciones para creadores de apps, sistema de logging, mejoras en el análisis de compilación de aplicaciones y APIs DRM de mayor calidad. Mejoras en la seguridad y encriptación WiFi, mejoras en los codificadores de vídeo e inclusión de códec VP8, monitorización de notificaciones.

## Versiones

### Android 4.1x
Fue la primera versión de Jelly Bean, lanzada en junio de 2012 en la Google I/O de ese año. Su número de API es 16 y se sus novedades fueron una mayor compatibilidad con los idiomas, soporte de texto bidireccional y mapas de teclado proporcionados por el usuario, compatibilidad con la gestión de dispositivos de entrada externos (como controladores de videojuegos), compatibilidad con audio multicanal, USB y sin pausas, enrutamiento de medios, acceso de bajo nivel a códecs de audio y vídeo de hardware y software, y descubrimiento de servicios basado en DNS y descubrimiento de servicios preasociados para Wi-Fi. Android Beam también puede utilizarse ahora para iniciar transferencias de archivos por Bluetooth a través de la comunicación de campo cercano.

### Android 4.2x
Fue una actualización de Jelly Bean lanzada en octubre de 2012 para teléfonos y tabletas. Su número de API es 17, entre sus mejoras se encontraban mejoras de rendimiento en tabletas, corrección de fallos de Bluetooth, compatibilidad con múltiples pantallas, la compatibilidad con Miracast, la compatibilidad nativa con la derecha-izquierda, la actualización de las herramientas para desarrolladores, nuevas mejoras de accesibilidad como los gestos de zum, y una serie de mejoras de seguridad interna como la compatibilidad con VPN siempre activa y la verificación de aplicaciones Al mismo tiempo se añadió una nueva pila NFC.

### Versión 4.3x
Fue lanzada en julio de 2013, su número de API es 18, e incorporó soluciones de bugs y pequeños ajustes para el Nexus 7 LTE. perfiles restringidos en tablets, y la función Aps Ops donde permitía al usuario quitar permisos a las apps individualmente, pero solamente fue un concepto, ya que posteriormente fue eliminado en versiones superiores, este probablemente fue la primera idea de los permisos en Android 6.0.

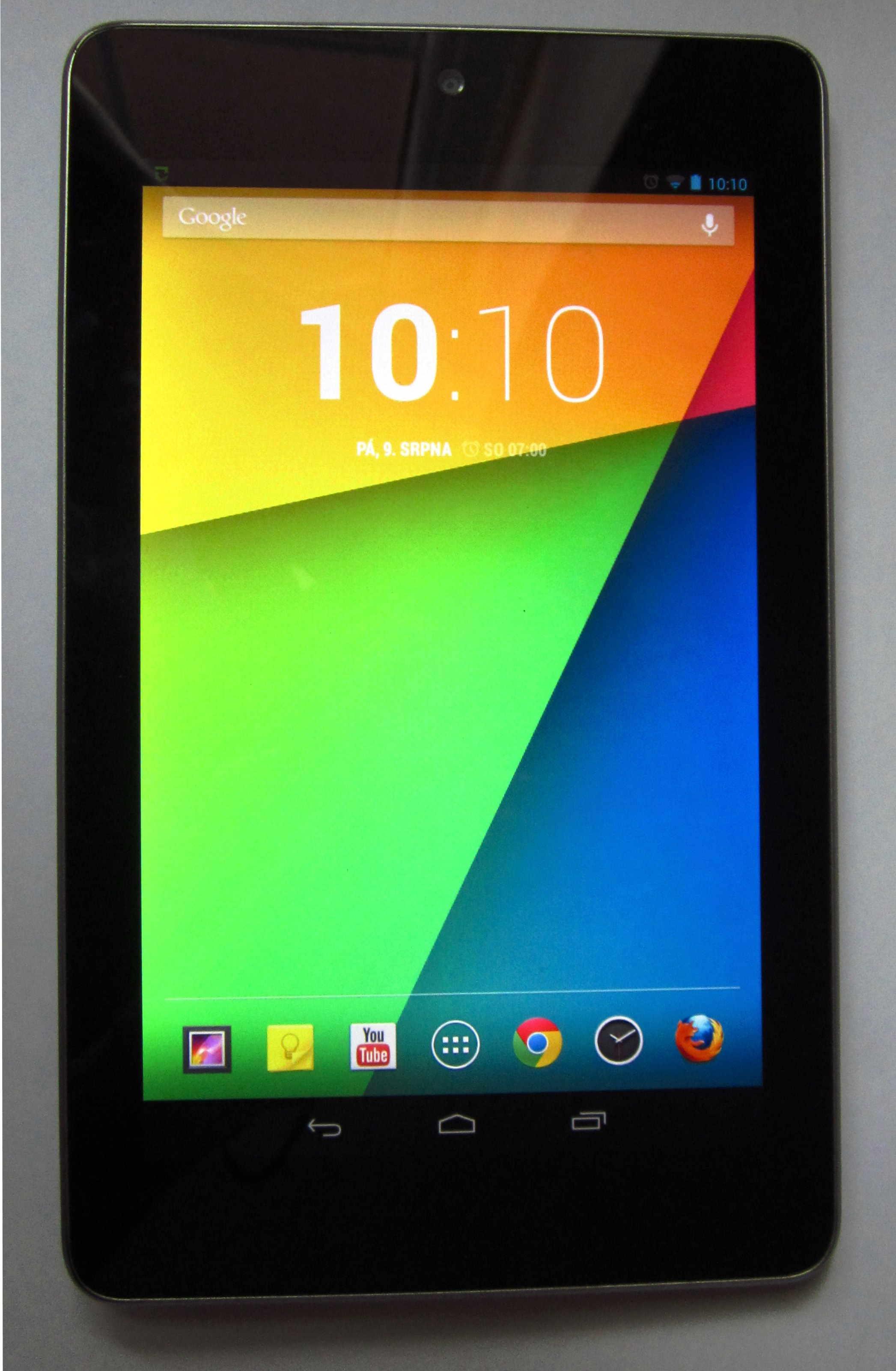
Android Jelly Bean 4.3 en tableta Nexus 7 (2012)